# 157. brigada HV
157. brigada Hrvatske vojske zvana još i Brodska brigada bila je brigada koja je osnovana 18. prosinca 1991., temeljnom odlukom Ministarstva obrane i Glavnog stožera Oružanih snaga Republike Hrvatske. To je bila treća brigada osnovana na širem području Slavonskoga broda.

## Ratni put
Brigada je proizašla iz dijeljenja 108. brigade s ciljem ojačanja obrane na prostoru Brodsko-posavske županije. Veći dio brigade mobiliziran je već bio u siječnju 1992., dok se potpuna mobilizacija dogodila mjesec dana poslije. Iako glavni cilj brigade, bilo patroliranje granice na pravcu Slavonski Kobaš-Slavonski Šamac, brigada je sudjelovala i na ostalim bojištima kao što je južno, novogradiško itd. Za vrijeme Operacije Bljesak, brigada je bila u stanju pripravnosti kao i za Operaciju Oluju.
Tijekom rata brigada je izgubila 27. pripadnika, a 118. ih je ranjeno.
Predsjednik Stjepan Mesić odlikovao je 2006. brigadu Redom Nikole Šubića Zrinskog za iskazano junaštvo njezinih pripadnika.